# N (SAB)
N är ett signum i SAB.

## NGeografi
- Na Europa: allmänt
- Nb Norden
- Nc Sveriges geografi
  - Nca Svealand
    - Ncaa Stockholm och Stockholms län
    - Ncab Uppland och Uppsala län
    - Ncac Södermanland och Södermanlands län
    - Ncad Närke och Örebro län
    - Ncae Västmanland och Västmanlands län
    - Ncaf Dalarna och Dalarnas län
    - Ncag Värmland och Värmlands län

  - Ncb Götaland
    - Ncba Skåne och Skåne län
    - Ncbb Halland och Hallands län
    - Ncbc Blekinge och Blekinge län
    - Ncbd Småland med Kronobergs-, Jönköpingss- och Kalmar län
    - Ncbe Öland
    - Ncbf Gotland och Gotlands län
    - Ncbg Östergötland och Östergötlands län
    - Ncbh Västergötland
    - Ncbi Göteborg
    - Ncbj Bohuslän
    - Ncbk Dalsland

  - Ncc Norrland
    - Ncca Gästrikland och Gävleborgs län
    - Nccb Hälsingland
    - Nccc Jämtland och Jämtlands län
    - Nccd Härjedalen
    - Ncce Medelpad
    - Nccf Ångermanland och Västernorrlands län
    - Nccg Västerbotten och Västerbottens län
    - Ncch Norrbotten och Norrbottens län
    - Ncci Lappland
- Nd Övriga Norden
  - Nda Danmark
  - Ndb Norge
  - Ndc Island och Färöarna
  - Ndd Finland
- Ne Brittiska öarna
  - Nea England
  - Ner Wales
  - Nes Skottland
  - Net Irland
- Nf Mellaneuropa
  - Nfa Tyskland
  - Nfb Österrike och Liechtenstein
  - Nfc Ungern
  - Nfd Tjeckien och Slovakien
- Ng Benelux-länderna
  - Nga Nederländerna
  - Ngb Belgien
  - Ngc Luxemburg
- Nh Schweiz
- Ni Italien
- Nj Frankrike
- Nk Spanien
- Nl Portugal
- Nm Östeuropa
  - Nma Ryssland inklusive f.d. Sovjetunionen
    - Nmad Ukraina

  - Nmb Polen
  - Nmc Baltikum
    - Nmca Estland
    - Nmcb Lettland
    - Nmcc Litauen
- Nn Balkanländerna
  - Nna Rumänien
  - Nnb f.d. Jugoslavien
    - Nnba Serbien
    - Nnbb Kroatien
    - Nnbc Slovenien
    - Nnbd Bosnien och Hercegovina
    - Nnbe Montenegro
    - Nnbf Nordmakedonien
- No Asien
  - Noa Främre Orienten
    - Noaa Turkiet
    - Noab Cypern
    - Noac Kaukasien
      - Noaca Azerbajdzjan
      - Noacb Armenien
      - Noacc Georgien

    - Noae Syrien och Libanon
      - Noaea Syrien
      - Noaeb Libanon

    - Noaf Palestina och Israel
    - Noag Jordanien
    - Noah Arabiska halvön
      - Noaha Saudiarabien
      - Noahb Nordjemen
      - Noahc Sydjemen
      - Noahd Oman
      - Noahe Förenade arabemiraten, Qatar och Bahrain
      - Noahf Kuwait

    - Noai Irak
    - Noak Iran (Persien)
    - Noal Afghanistan
    - Noam f d Sovjetiska centralasien
      - Noama Kazakstan
      - Noamb Turkmenistan
      - Noamc Uzbekistan
      - Noamd Kirgizistan
      - Noame Tadzjikistan

  - Nob Främre Indien
    - Noba Indien
    - Nobb Pakistan och Bangladesh
      - Nobba Pakistan
      - Nobbb Bangladesh

    - Nobc Bhutan
    - Nobd Nepal
    - Nobe Sri Lanka (f.d. Ceylon)
    - Nobf Maldiverna

  - Noc Sydostasien
    - Noca Myanmar
    - Nocb Thailand
    - Nocc Malaysia, Singapore och Brunei
      - Nocca Malaysia
      - Noccb Singapore
      - Noccd Brunei

    - Nocd Indokina
      - Nocda Laos
      - Nocdb Kambodja
      - Nocdc Vietnam

  - Nod Ostindiska öarna
    - Noda Indonesien
      - Nodaa Sumatra
      - Nodab Java
      - Nodac Borneo
      - Nodad Sulawesi
      - Nodae Moluckerna
      - Nodaf Timor
        - Nodafa Östtimor

    - Nodc Filippinerna

  - Noe Östasien
    - Noea Kina
      - Noeaf Taiwan (Formosa)
      - Noeai Manchuriet
      - Noeak Tibet
      - Noeal Xinjiang
      - Noeam Inre Mongoliet

    - Noeb Koreahalvön
      - Noeba Nordkorea
      - Noebb Sydkorea

    - Noec Japan
    - Noek Hongkong och Macau
      - Noeka Hongkong
      - Noekb Macao

  - Nof Centralasien
    - Nofc Mongoliet

  - Nog Sibirien
- Np Afrika
  - Npa Nordafrika utom Egypten
    - Npaa Marocko och Kanarieöarna
      - Npaai Kanarieöarna

    - Npab Algeriet
    - Npac Tunisien
    - Npad Libyen

  - Npb Egypten och Sudan
    - Npba Egypten
    - Npbb Sudan

  - Npc Västafrika
    - Npcb Ekvatorialafrika
      - Npcba Tchad
      - Npcbb Centralafrikanska republiken
      - Npcbc Kongo-Brazzaville
      - Npcbd Gabon
      - Npcbe Kamerun

    - Npcc Norra Västafrika
      - Npcca Västsahara
      - Npccb Mauretanien
      - Npccc Senegal
      - Npccd Gambia
      - Npcce Mali
      - Npccg Burkina Faso
      - Npcch Niger
      - Npcci Guinea-Bissau
      - Npccj Kap Verde
      - Npcck Guinea
      - Npccl Elfenbenskusten
      - Npccm Sierra Leone
      - Npccn Liberia

    - Npcd Södra Västafrika
      - Npcda Ghana
      - Npcdb Togo
      - Npcdc Benin
      - Npcdd Nigeria
      - Npcde Ekvatorialguinea
      - Npcdf São Tomé och Príncipe

  - Npd Centralafrika
    - Npda Kongo-Kinshasa, Rwanda och Burundi
      - Npdaa Kongo-Kinshasa
      - Npdab Rwanda
      - Npdac Burundi

  - Npdb Angola
  - Npe Södra Afrika
    - Npea Sydafrikanska republiken, Namibia, Lesotho och Swaziland
      - Npeaa Sydafrika
      - Npeab Namibia
      - Npeac Lesotho
      - Npead Swaziland

    - Npeb Botswana
    - Npec Zimbabwe, Zambia och Malawi
      - Npeca Zimbabwe
      - Npecb Zambia
      - Npecc Malawi

    - Nped Moçambique
    - Npee Madagaskar
    - Npef Öar i sydvästra Indiska Oceanen och östra Atlanten
      - Npefa Komorerna
      - Npefb Mauritius
      - Npefc Réunion

  - Npf Östafrika
    - Npfa Uganda
    - Npfb Kenya
    - Npfc Tanzania
    - Npfd Öar i nordvästra Indiska Oceanen
      - Npfda Seychellerna

  - Npg Afrikas horn
    - Npga Etiopien
      - Npgae Eritrea

    - Npgb Somalia
    - Npgc Djibouti
- Nq Amerika
  - Nqa USA
    - Nqaa Nordöstra staterna
      - Nqaaa Maine
      - Nqaab New Hampshire
      - Nqaac Vermont
      - Nqaad Massachusetts
      - Nqaae Rhode Island
      - Nqaaf Connecticut
      - Nqaag New York
      - Nqaag Pennsylvania
      - Nqaai New Jersey

    - Nqab Sydöstra staterna
      - Nqaba Delaware
      - Nqabb Maryland
      - Nqabc District of Columbia
      - Nqabd West Virginia
      - Nqabe Virginia
      - Nqabf North Carolina
      - Nqabg South Carolina
      - Nqabh Georgia
      - Nqabi Florida

    - Nqac Södra centralstaterna
      - Nqaca Alabama
      - Nqacb Mississippi
      - Nqacc Louisiana
      - Nqacd Texas
      - Nqacf Oklahoma
      - Nqacg Arkansas
      - Nqach Tennessee
      - Nqaci Kentucky

    - Nqad Norra centralstaterna
      - Nqada Ohio
      - Nqadb Indiana
      - Nqadc Illinois
      - Nqadd Michigan
      - Nqade Wisconsin
      - Nqadf Minnesota
      - Nqadg Iowa
      - Nqadh Missouri

    - Nqae Bergsstaterna
      - Nqaea Kansas
      - Nqaeb Nebraska
      - Nqaec South Dakota
      - Nqaed North Dakota
      - Nqaef Montana
      - Nqaeg Wyoming
      - Nqaeh Colorado
      - Nqaei New Mexico

    - Nqaf Stillahavsstaterna
      - Nqafa Arizona
      - Nqafb Utah
      - Nqafc Nevada
      - Nqafd Kalifornien
      - Nqafe Oregon
      - Nqaff Idaho
      - Nqafg Washington
      - Nqafh Alaska

  - Nqb Kanada
    - Nqbb Newfoundland
    - Nqbc Prince Edward Island
    - Nqbd Nova Scotia
    - Nqbe New Brunswick
    - Nqbf Québec
    - Nqbg Ontario
    - Nqbh Manitoba
    - Nqbi Saskatchewan
    - Nqbj Alberta
    - Nqbk Nordvästterritorierna
    - Nqbl Yukon
    - Nqbm British Columbia

  - Nqc Mexiko, Centralamerika och Västindien
    - Nqca Mexiko
    - Nqcb Guatemala
    - Nqcc Belize och Honduras
      - Nqcca Belize
      - Nqccb Honduras

    - Nqcd El Salvador
    - Nqce Nicaragua
    - Nqcf Costa Rica
    - Nqcg Panama
    - Nqch Västindien
      - Nqcha Stora Antillerna
        - Nqchaa Kuba
        - Nqchab Haiti
        - Nqchac Dominikanska republiken
        - Nqchad Puerto Rico
        - Nqchae Jamaica

      - Nqchb Små Antillerna
        - Nqchba Trinidad och Tobago
        - Nqchbb Barbados
        - Nqchbi Dominica
        - Nqchbk Saint Lucia
        - Nqchbm Grenada

      - Nqchc Bahamas
      - Nqchd Bermuda

  - Nqd Sydamerika
    - Nqda Colombia
    - Nqdb Venezuela
    - Nqdc Guyanastaterna
      - Nqdca Guyana
      - Nqdcb Franska Guyana
      - Nqdcc Surinam

    - Nqdd Brasilien
    - Nqde Paraguay
    - Nqdf Uruguay
    - Nqdg Argentina
    - Nqdh Chile
    - Nqdi Bolivia
    - Nqdk Peru
    - Nqdl Ecuador
- Nr Oceanien
  - Nra Australien
    - Nraa New South Wales
    - Nrab Victoria
    - Nrac Queensland
    - Nrad South Australia
    - Nrae Western Australia
    - Nraf Northern Territory
    - Nrag Australian Capital Territory
    - Nrah Tasmanien

  - Nrb Nya Zeeland
  - Nrc Stilla havets ögrupper
    - Nrca Melanesien
    - Nrcb Polynesien
      - Nrcba Fiji
      - Nrcbb Tonga
      - Nrcbc Samoa

    - Nrcc Mikronesien
      - Nrcch Hawaii

    - Nrcd Isolerade öar i Stilla havet

  - Nrd Nya Guinea
    - Nrda Papua Nya Guinea
    - Nrdb Papua Barat
- Ns Polarområdena
  - Nsa Arktis
    - Nsaa Grönland
    - Nsab Svalbard
    - Nsac Arktiska öar i Ryssland
    - Nsad Arktiska områden i Kanada

  - Nsb Antarktis
- Nt Oceaner och hav
  - Nta Atlanten
    - Ntam Medelhavet
    - Ntas Svarta havet

  - Ntb Stilla havet
  - Ntc Indiska oceanen
- Ny Kartografi